# Tadeusz Różewicz

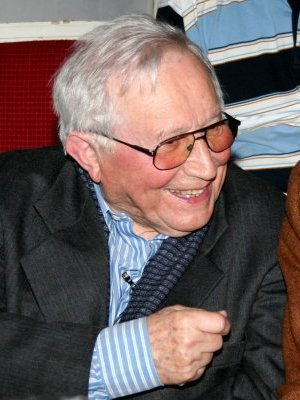

Tadeusz Różewicz (9 de octubre de 1921-Breslavia, 24 de abril de 2014) fue un poeta, dramaturgo y escritor polaco. Rozewicz perteneció a la primera generación de escritores polacos nacidos después de que Polonia recuperó su independencia en 1918 tras el siglo de las particiones extranjeras. Nació en Radomsko cerca de Lodz. Sus primeros poemas fueron publicados en 1938. Durante la Segunda Guerra Mundial, al igual que su hermano Janusz (también poeta), fue un soldado del Ejército Polaco.

## Carrera posguerra
El hermano de Tadeusz Rozewicz, Janusz, fue ejecutado por la Gestapo en 1944. Tadeusz sobrevivió a la guerra, terminó la secundaria y se matriculó en la Universidad Jagellónica de Cracovia, pero en la década de 1940 se trasladó a Gliwice, donde vivió durante los siguientes treinta años. En el momento de su debut literario como dramaturgo altamente innovador en el año 1960 con The Card Index (Kartoteka), ya era el autor de quince volúmenes de poesía publicados desde 1944.

## Premios y honores
- 2007: European Prize for Literature
- 2012: Griffin Poetry Prize lista internacional para Sobbing Superpower: Selected Poems of Tadeusz Różewicz, traducidos por Joanna Trzeciak

## Obras
Incluyen obras de Różewicz:
- 1947: Niepokój ("Anxiety")
- 1948: Czerwona rękawiczka ("The Red Glove")
- 1960: Rozmowa z księciem ("Conversation with a Prince")
- 1961: Głos Anonima ("The Anonymous Voice")
- 1962: Nic w płaszczu Prospera ("Nothing Dressed in Prospero's Cloak")
- 1964: Twarz ("The Face")
- 1968: Twarz trzecia ("The Third Face")
- 1968: Kartoteka ("The Card Index")
- 1969: Stara kobieta wysiaduje ("The Old Lady Sits Waiting")
- 1972: Na czworakach ("On All Fours")
- 1975: Białe małżeństwo ("White Wedding")
- 1982: Pułapka ("The Trap"), Warszawa: Czytelnik
- 1991: Płaskorzeźba ("Bas-Relief"), Wrocław: Wydawnictwo Dolnośląskie
- 1992: Nasz starszy brat ("Our Elder Brother")
- 1996: Zawsze fragment. Recycling ("Always a Fragment: Recycling"), Wrocław: Wydawnictwo Dolnośląskie
- 1999: Matka odchodzi ("Mother Departs"), Wrocław: Wydawnictwo Dolnośląskie. Libro ganador del Premio Literario Nike 2000.
- 2001: Nożyk profesora ("The Professor's Knife"), Wrocław: Wydawnictwo Dolnośląskie
- 2002: Szara strefa ("Gray Zone"), Wrocław: Wydawnictwo Dolnośląskie
- 2004: Wyjście ("Exit"), Wrocław: Wydawnictwo Dolnośląskie
- 2007: nauka chodzenia, Wrocław: Biuro Literackie
- 2008: Kup kota w worku, Wrocław: Biuro Literackie